# Liste der kuwaitischen Botschafter in Osttimor

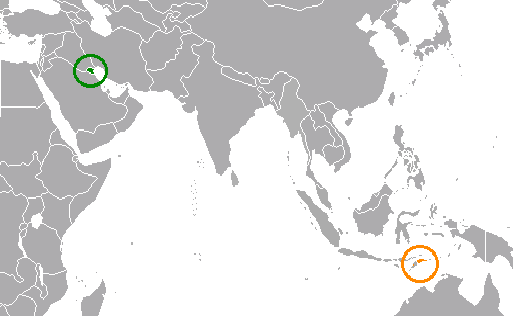
Kuwait (grün) und Osttimor (orange)

Diese Liste führt die kuwaitischen Botschafter in Osttimor auf.

## Hintergrund
Für Osttimor ist seit 2005 der kuwaitische Botschafter im indonesischen Jakarta  mitakkreditiert.
Kuwaits Premierminister Nasir al-Muhammad al-Ahmad as-Sabah kündigte bei seinem Besuch 2007 in Osttimor den Bau einer Botschaft in Dili an. Bisher blieb es bei der Ankündigung.
| Name                         | Amtszeit  | Anmerkungen                                                                    |
| ---------------------------- | --------- | ------------------------------------------------------------------------------ |
| Mohammed Fathil Khalaf       | 2005–     | Akkreditierung als erster kuwaitischer Botschafter in Osttimor: 13. April 2005 |
| Faisal Sulaiman Al Musaileem | 2008–2009 |                                                                                |
| Nasser Al-Enezi              | 2010–?    | seit 2009 in Indonesien; Akkreditierung: 12. November 2010                     |
| Abdulwahab Abdullah Al-Sager | seit 2017 | Akkreditierung: 16. Februar 2017                                               |